# La hija del mar
La hija del mar és el segon llibre de Rosalía de Castro i la seva primera novel·la. Va ser publicada el 1859, quan l'autora tenia vint-i-dos anys, i està dedicada al seu marit, Manuel Murguía, amb qui s'havia casat l'any anterior. Sota l'aparença d'una novel·la sentimental, Castro presenta una història trencadora que clama per a la llibertat de les dones i en denuncia l'opressió. Alhora, critica la corrupció i la hipocresia burgesa al costat de la pobresa i la genuïnitat del poble. Escrita en castellà i d'estètica romàntica, aquesta novel·la és imprescindible per a entendre el pensament i l'esperit de l'autora en les seves obres posteriors.

## Context
Rosalía de Castro viu i escriu a mitjans d'un segle xix convuls i ple de canvis socials. Del regnat d'Isabel II a la Restauració borbònica passant per la Revolució del 68, el breu regnat d'Amadeu de Savoia i la Primera República, el país es transforma en tots els aspectes. Literàriament parlant, durant aquest període, el Romanticisme arriba al seu moment d'esplendor i, després, decau, sorgeixen els provincialismes i arriba el Realisme i altres formes d'expressió lírica.
Amb tot, és la realitat immediata de Galícia la que més influencia Castro en les seves obres: la societat gallega era eminentment rural i vivia submergida en el subdesenvolupament agrícola i industrial. Així, la burgesia encara era feble comparada amb les classes dominants tradicionals —que no eren altres que l'església i els descendents de la vella noblesa. Alhora, la pagesia vivia en un estat de misèria que s'accentuà amb l'arribada d'una crisi econòmica el 1853 que portà fam, epidèmies, revoltes i una gran taxa d'emigració. Essencialment els homes joves es van veure obligats a emigrar, sobretot cap a l'Havana, on treballaven en condicions d'esclavitud. És en aquest context que comencen a sorgir diferents corrents de pensament orientats a reafirmar el caràcter diferenciat de Galícia respecte la resta d'Espanya. Rosalía de Castro, amb els seus Cantares gallegos (1863), es convertí en el símbol del Rexurdimento gallec, mentre que el seu marit, Manuel Murguía, es tornà un galleguista destacat.
La hija del mar és la primera novel·la de l'autora i l'escrigué d'acord amb una estètica romàntica paradigmàtica que li permeté fer-se pas en el món de les lletres. Sembla que la font d'inspiració paisatgística fou una estada a Muxía que l'autora realitzà el 1853 acompanyada d'Eduarda Pondal —germana del poeta Eduardo Pondal que, al seu torn, va ser un dels autors més destacats del Rexurdimiento gallec juntament amb Manuel Curros Enríquez i la mateixa Castro. L'experiència quedà marcada per la mort perquè les dues caigueren malaltes i Eduarda morí. Potser és per aquesta desgràcia que Castro descriu el paisatge de Muxía com a dur i estèril. Com a homenatge a l'amiga, la farà destinatària d'una carta de ficció anomenada Las literatas. Carta a Eduarda (1865). Aquest document denuncia els prejudicis socials contra les escriptores: en efecte, es tracta d'una carta que aplega un seguit de motius pels quals Eduarda s'hauria d'allunyar del món de l'escriptura.

## Sinopsi
En un poble pescador de la Costa da Morte anomenat Muxía, trobem Teresa, una expòsita reservada i melancòlica que viu a l'espera del retorn del seu marit, que l'ha abandonada. Un dia de tempesta, els pescadors arriben a la platja portant un misteriós embalum que resultarà ser Esperanza, una nena bonica com un àngel que han rescatat de les ones en estranyes circumstàncies. La vida de les dues dones quedarà lligada per sempre quan el poble decideix que serà Teresa qui s'encarregarà de «la filla del mar». L'heroïna haurà de superar la situació de misèria en què es troba, l'abandonament del marit i la mort del seu únic fill per poder criar la nena que, amb el temps, esdevindrà la seva única amiga i companya.
Les dues protagonistes viuran apartades de la resta del poble i aviat revelaran unes personalitats complementàries. Malgrat que les dues responen a l'ideal d'heroïna romàntica de dona pura, generosa i lliure, Teresa és un ésser sofrent que estima la solitud, mentre que Esperanza és una nena alegre i innocent que gaudeix de la seva llibertat jugant a prop del mar en companyia de Fausto, un pescador de quinze anys que s'enamora d'ella.
El retorn del marit de Teresa actuarà com un element disruptiu al seu univers de calma i malenconia particular. Després d'onze anys d'absència, Alberto Ansot reapareixerà per reencarnar-se en una figura tirànica i depravada que sotmetrà les dues dones a patiments més grans dels que s'haurien pogut imaginar. La supremacia del dolor i la incapacitat de ser feliç, la sensibilitat cap als més dèbils, el tractament romàntic del paisatge, la denúncia pel patiment de les dones i la seva indefensió... són temes constants al llarg de tota una novel·la que resulta ser valenta, compromesa i trencadora.

## La reivindicació de l'escriptora: el pròleg
La incomoditat de Rosalía de Castro per la situació de les dones i, en especial, de les escriptores del seu temps es fa patent des del principi de la seva carrera literària. Ella mateixa fou víctima del menyspreu i el tracte diferenciat que rebien les literates i, amb un caràcter lluitador, s'afanyà a denunciar les injustícies de què eren víctimes. En aquest sentit, un any abans de publicar La hija del mar, publicà Lieders (1858), un breu article en to de manifest que proclama la llibertat de la dona tant a nivell artístic com a nivell personal.
Jamás ha dominado en mi alma la esperanza de la gloria, ni he soñado nunca con laureles que oprimiesen mi frente. Sólo cantos de independencia y libertad han balbucido mis labios, aunque alrededor hubiese sentido, desde la cuna ya, el ruido de las cadenas que debían aprisionarme para siempre, porque el patrimonio de la mujer son los grillos de la esclavitud.
El pròleg de La hija del mar es pot llegir com una continuació d'aquesta vindicació de la capacitat creadora de la dona. Des de l'inici, es fa evident que l'autora no està còmoda ni amb el tracte que ha rebut fins llavors com a escriptora ni amb el que espera tenir amb la publicació del llibre. De fet, d'entrada, comença disculpant-se pel fet de ser dona i haver publicat: un gran atreviment que molts jutjarien com «un pecado immenso e indigno de perdón». Aquest inici tan exculpatori s'ha d'entendre amb una bona dosi d'ironia i, alhora, com una captatio benevolentiae, és a dir, com un intent de guanyar-se la simpatia del lector.
Potser per contradir aquells que pensen que la dona no pot escriure, el pròleg continua amb la invocació de dos savis il·lustrats (Melabranche i Feijoo) que afirmaren l'aptitud intel·lectual del gènere femení. Tot seguit, Castro traça una llarga llista de dones de tots els temps que han passat a la posteritat: polítiques (Madame Roland, Madame de Staël, Juana de Arco, Catalina de Rússia, Maria Teresa d'Àustria), pintores (Rosa Bonheur) i escriptores (George Sand, Santa Teresa de Jesús i Safo de Lesbos). Amb aquesta genealogia, Castro té l'objectiu d'establir antecedents intel·lectuals que la legitimin i reivindicar el paper decisiu de l'escriptora en la societat. Un paper que se li veu negat fins i tot al segle xix, el de les llibertats, perquè considera que les dones només s'han quedat les «migajas de libertad al pie de la mesa del rico».
Ja cap al final, Castro recomana al lector, potser desitjant que se la jutgi amb igualtat, que «[o]lvide, entre otras cosas, que su autor es una mujer». Aquesta afirmació podria sorprendre perquè és un consell difícil de complir: tant la focalització de la història com el discurs narratiu posen èmfasi en la condició de dona tant de l'autora com de les protagonistes. És per això que Masó es demana si la captatio del pròleg va dirigida al mateix tipus de lector que llegirà el cos de la novel·la. Certament, la ficció que presenta Castro no para de fer al·legats a favor de l'alliberament de la dona i, alhora, critica la violència i la dominació de què és objecte. En canvi, el pròleg sembla adreçar-se a un lector ple de prejudicis contra les escriptores. D'alguna manera, el pròleg es crea des del conflicte amb el lector i la novel·la des de la complicitat.
Sigui com sigui, aquest pròleg és tota una declaració de principis. El to de manifest i de vindicació que ja havíem trobat a Lieders reapareix aquí amb força i contundència. Com a exemple, es pot citar la darrera frase del document: «Porque todavía no les es permitido a las mujeres escribir lo que sienten y lo que saben».

## La crítica social

### L'opressió de les dones
Sembla evident que el primer compromís social de Castro era l'alliberament de les esclaves del seu món: les dones. A La hija del mar, Castro denuncia el maltracte psicològic i físic que reben les dones a mans de les seves parelles sentimentals a partir de l'exemple de les seves protagonistes. Com diu María Xesús Lama, «o tema céntrase no estudo da opresión da muller a través das relacións sentimentais e o matrimonio, e da súa degradación por man dun desexo sexual masculino imperiosos e depredador».
D'una banda, Teresa és una dona presa de l'ideal d'amor romàntic del seu temps: l'entrega incondicional a la persona estimada impossibilitava la felicitat en la seva absència i, així, tota esperança de benaurança raïa en la seva recuperació. Amb tot, quan finalment el marit estimat retorna, la felicitat promesa no s'acaba de realitzar perquè l'home es revela com un tirà terrible: aviat converteix la seva mansió en una presó psicològica per a les dues protagonistes. A través d'Ansot, el paradigma del maltractador, la novel·la denuncia les cadenes del matrimoni en el sentit que el lector acaba concloent que és millor l'abandonament que no pas un marit malvat. És significatiu que Ansot no només les té subjugades per la força bruta, sinó que també té el poder econòmic de la situació. Aquest tret remarca la vulnerabilitat, també monetària, de la dona del XIX.

D'altra banda, Fausto, l'enamorat d'Esperanza, representa el tòpic de l'enamorat romàntic que viu només per estimar. Amb tot, la seva conducta és un exemple perfecte del control, gairebé innocent, que rebien les dones des d'una edat ben tendra.
—Yo te quiero y seré tu amigo... pero tú sonríes para mis compañeros, a pesar de que me has asegurado que yo solo era tu amigo y no ellos...
Amb fragments com aquest, Castro torna a criticar l'amor romàntic com una forma d'opressió de la dona. En aquest cas, el dominador ocupa el paper de víctima perquè el comportament d'ella fa sorgir les seves inseguretats. Així doncs, Castro no només denuncia la força bruta opressiva de l'home, representada per Ansot, sinó que també fa una crítica de les formes controladores més subtils.

### L'opressió del poble
A més de denunciar la situació de la dona, Castro retrata els abusos del ric sobre del pobre i, per fer-ho, ataca el poderós i idealitza el poble: Ansot podria representar el comerciant ric que tracta les persones com a mercaderies, mentre que els mariners encarnen els valors positius d'honradesa i bondat. Vivint apartats del món, els pobletans són purs com el bon sauvage de Rousseau: no s'han deixat corrompre per la societat. Es podria destacar una escena que posa en evidència la dignitat del poble per davant del ric: en un moment donat, Teresa s'encara al marit i es canvia les robes riques que ell li ha procurat per les seves, pobres, però dignes. Ja no vol dependre del dominador.
També és destacable que La hija del mar introdueix el tema de l'esclavitud. Ansot, el personatge més diabòlic, és acusat de «pirata de Àfrica» a la darrera part del llibre i, així, se'ns descobreix el misteri de la seva professió: traficant d'esclaus. Castro va ser molt agosarada d'introduir aquest tema a la novel·la perquè era un tabú a la societat de l'època.

## Paisatge i metaliteratura
Margarita García Candeira es va fixar que el paisatge erm de les platges de la Costa da Morte es diferencia clarament de l'evocat en les obres rosalianes posteriors. En Cantares gallegos, per exemple, apareix un fons frondós i amable que s'identifica clarament amb la bondat de la gent de Galícia. En canvi, el paisatge de La hija del mar és melancòlic, buit i silenciós, cosa que casa amb la personalitat de les dues protagonistes. Sovint, el desert simbolitza l'«absència» i és fàcil de veure en les platges ventoses de Muxía una correlació de les mancances de Teresa: mancança de pares, mancança de riqueses, mancança de fill (mort a la platja) i mancança de marit. Teresa, igual que els pobles descuidats i solitaris de la costa, està desolada per l'absència de l'estimat i només espera recuperar-lo.
Alhora, el paisatge estèril i agrest de la Costa da Morte simbolitza una cinquena mancança que defineix clarament Teresa: la manca de codi de creació. Des del primer cop que entra en escena, la protagonista és caracteritzada com un ésser especial perquè «veu» allò que l'envolta i sap extreure’n la poètica. No és casualitat que la seva primera aparició vingui acompanyada d'una gran tempesta que només ella pot trobar bella i que és un símbol clar de la imaginació i la creació. Castro reitera un cop i un altre que ella és poeta sense saber-ho. D'alguna manera, sembla com si la seva poètica fos allà inconscientment i provoqués: «cosas que solo la inspiración puede crearlas pero no descifrarlas». Es tracta d'una poètica del desert perquè, malgrat que Teresa ho té tot per ser poeta, és incapaç de produir res i és tan estèril com el paisatge que l'envolta. Ja ha dit Castro al pròleg que a les dones «no les es permitido escribir lo que sienten y lo que saben») i, així, una dona pobra, abandonada i maltractada no té els mitjans expressius per treure el que porta a dins. Sembla que amb Teresa i la seva frustració creativa, Castro vulgui exemplificar la «protopoeta todavía carente de un espacio propio en la comunidad literaria» que ja vindica en el pròleg i que, d'alguna manera, també la representa a ella mateixa. La literatura de les dones— sense genealogia reconeguda i sense suport social— es troba en un desert de buidor com el que envolta Teresa.

## Recepció crítica
Rosalía de Castro sovint ha estat maltractada o incompresa per la crítica. La hija del mar és, potser, una de les seves obres més menystingudes: la van considerar una obra immadura i, fins i tot, antiintel·lectual. Carlos Ruiz Silva, per exemple, afirmà el següent: “No es fácil encontrar una buena novela escrita a edad temprana y La hija del mar no es una excepción. La obra, como luego veremos, muestra a una autora que no domina los recursos literarios y que posee más sensibilidad que dotes narrativas”. Amb tot, i malgrat que l'autor es pregunta si realment s'ha de considerar que la novel·la és una obra culta, acaba reconeixent que les múltiples referències culturals del text (bíbliques, renaixentistes, dantesques, romàntiques anglosaxones, pictòriques...) demostren un gran bagatge a l'escriptora.
Malgrat que alguns defectes estilístics de la novel·la són innegables— presenta nombroses exageracions i reiteracions; força les comparacions cultes i, fins i tot, presenta incongruències argumentals— Leigh Mercer va denunciar que la crítica havia llegit l'obra d'una manera massa lineal i realista i que no havia sabut veure més enllà de l'estructura i estil propi de la novel·la sentimental. Certament, La hija del mar es va concebre en un estil molt proper al de la novel·la per entregues de l'època. Amb tot, una de les riqueses de La hija del mar és que, tot i que en segueix l'estil, temàticament i ideològicament trenca el motlle d'aquest tipus de novel·la.
César Domínguez esquematitza les diferencies nuclears entre les novel·les sentimentals prototípiques i el debut de Castro. Mentre que aquestes primeres solen celebrar el nucli familiar, la tendresa de la dona i l'harmonia domèstica d'una classe social dominant, La hija del mar ens planteja una situació força oposada perquè representa «a destrución do núcleo familiar baixo a ameaza masculina entre as clases menos privilexiadas”. A Canon y subversión li donen la raó perquè afirmen que la novel·la trenca amb l'ideal femení que solia imperar a les novel·les per entregues: d'alguna manera, Castro aconsegueix trobar un lloc natural per a les dones dins d'aquest món. Finalment, s'arriben a plantejar si la novel·la s'hauria de llegir en clau paròdica: podria ser que Castro volgués riure’s del gènere de la novel·la sentimental? La conclusió és que si la llegíssim d'aquesta manera, com a paròdia del tòpic, encara seria una obra més desafiant.
Per acabar, César Domínguez en proposa una lectura encara més agosarada i és que l'emparenta amb la novel·la gòtica europea —és a dir, amb obres com Jane Eyre i Cims borrascosos— fins al punt que compara Rosalía de Castro amb la quarta de les germanes Brontë. Aquesta idea es basa en el fet que La hija del mar, com la novel·la gòtica escrita per dones, ens permet qüestionar el sistema patriarcal domèstic i literari de l'època. En aquest sentit, es podrien establir paral·lelismes entre Candora i Bertha Mason, de Jane Eyre, la boja clàssica de la literatura gòtica. Candora és «una pobre loca, una desgraciada criatura que ha padecido mucho». Abandonada pel marit, quan ell retorna i la veu amb la seva filla, creu que la nena és fruit d'una infidelitat i prova de matar-la. La dona embogeix i, quan apareix en escena cap al final del llibre, ho fa com una «vieja desharapada». De la mateixa manera que la bogeria de Candora l'apropa a Bertha Mason, l'Esperanza folla de la darrera part del llibre també s'hi podria relacionar per uns motius semblants.